# A Song for You (chanson)
Pour les articles homonymes, voir A Song for You.
Clip vidéo
[vidéo] « Leon Russell - A Song For You (1971) », sur YouTube
[vidéo] « Ray Charles - A Song For You (1993) », sur YouTube
A Song for You (une chanson pour toi, en anglais) est une chanson d'amour de l'auteur-compositeur-interprète-pianiste américain Leon Russell, enregistrée sur son premier album solo Leon Russell (en), paru en 1970 chez Shelter Records. Un de ses plus importants succès internationaux, Grammy Hall of Fame Award (2018), reprise en particulier par Ray Charles (Grammy Award de la meilleure prestation vocale R&B masculine 1994).

## Histoire
L'auteur-compositeur-interprète américain Leon Russell (1942-2016) compose cette chanson sur le thème des « sentiments amoureux » qu'il enregistre en s'accompagnant au piano sur son premier album Leon Russell (en) au studio Sunset Sound Recorders d'Hollywood de Los Angeles en Californie « Ecoute la mélodie car c'est là que la preuve de mon amour réside, je t'aimerais même dans un endroit où il n'y a pas d'espace et de temps, je t'aimerais toute ma vie, tu es comme mon amie, et si ma vie se termine, souviens toi quand nous étions ensemble, nous étions seuls, et je te chantais cette chanson... ».

## Reprises
Sa chanson est reprise depuis avec succès par plus de 200 interprètes, parmi lesquels :
- 1971 : Andy Williams (82e place du Hot 100 du magazine musical américain Billboard[2] et la 23e place du classement easy listening du même magazine en 1971[3])
- 1972 : Donny Hathaway, album Donny Hathaway
- 1972 : Jack Jones, album A Song for You, 8e place au Royaume-Uni[4]
- 1972 : The Carpenters, album A Song for You (en)[5]
- 1972 : Peggy Lee, album Norma Deloris Egstrom from Jamestown, North Dakota (en)
- 1974 : Petula Clark, version live de Royal Albert Hall de Londres
- 1974 : Aretha Franklin, album Let Me in Your Life (en)
- 1975 : The Temptations, album A Song For You
- 1976 : Joe Cocker, album Stingray

- 1986 : Elton John, en introduction des concerts de sa tournée internationale de 1986.
- 1993 : Ray Charles, album My World, Grammy Award de la meilleure prestation vocale R&B masculine 1994[6].
- 1999 : Natalie Cole, album Snowfall on the Sahara (en).
- 2005 : Simply Red, album Simplified
- 2005 : Herbie Hancock en duo avec Christina Aguilera, album Possibilities, Grammy Awards Meilleure collaboration pop avec voix 2006
- 2005 : Michael Bublé, album It's Time
- 2007 : Nolwenn Leroy, album Histoires Naturelles Tour
- 2009 : Whitney Houston, concert de 1991, et album I Look to You
- 2011 : Amy Winehouse, album Lioness: Hidden Treasures